# 나리타 공항 문제

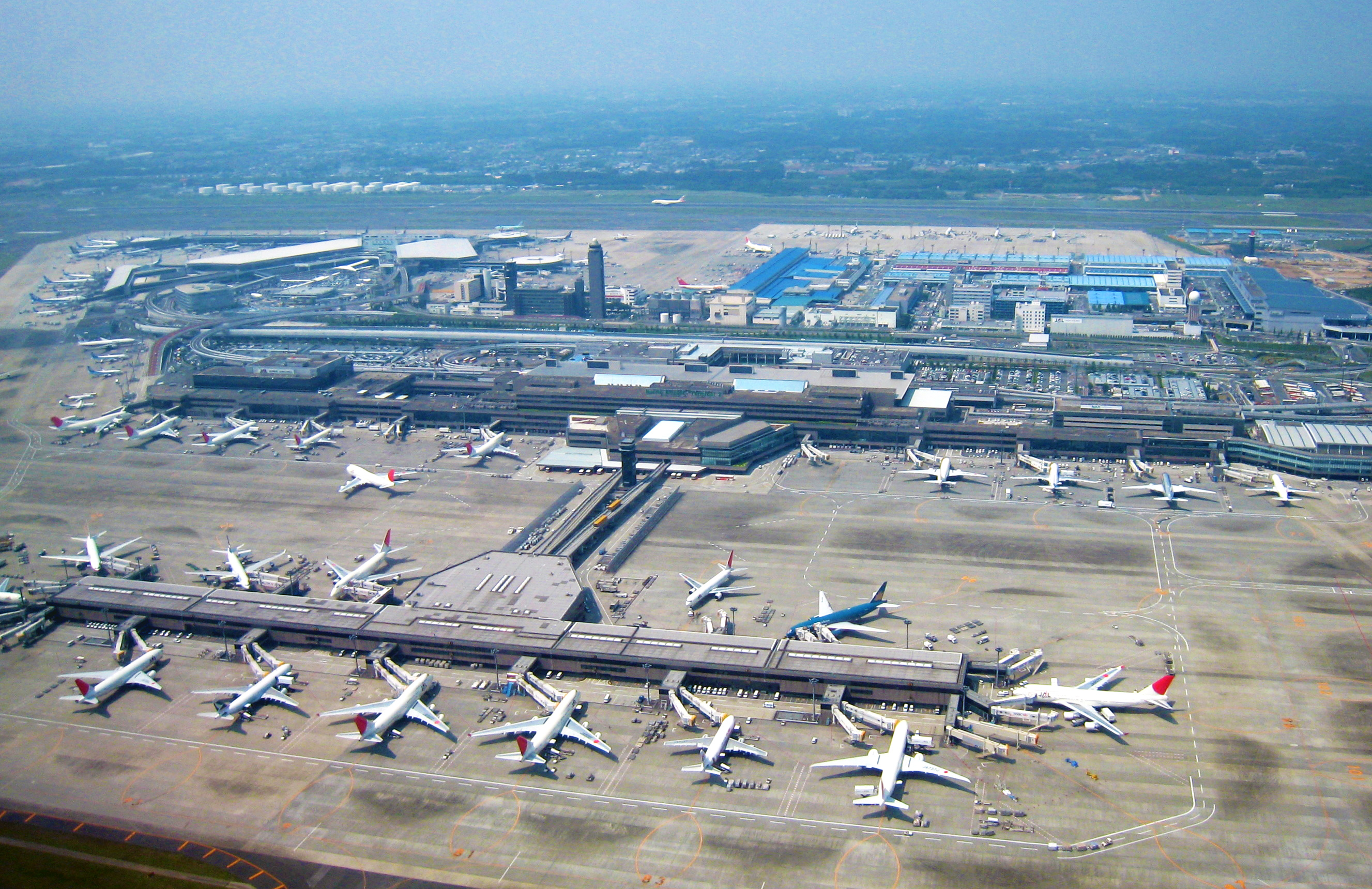
나리타 국제공항

나리타 공항 문제(일본어: 成田空港問題 なりたくうこうもんだい[*])는 일본 나리타 국제공항과 관련하여 일어난 산리즈카 투쟁을 대표로하는 각종 사회 문제를 말한다.

## 산리즈카 투쟁

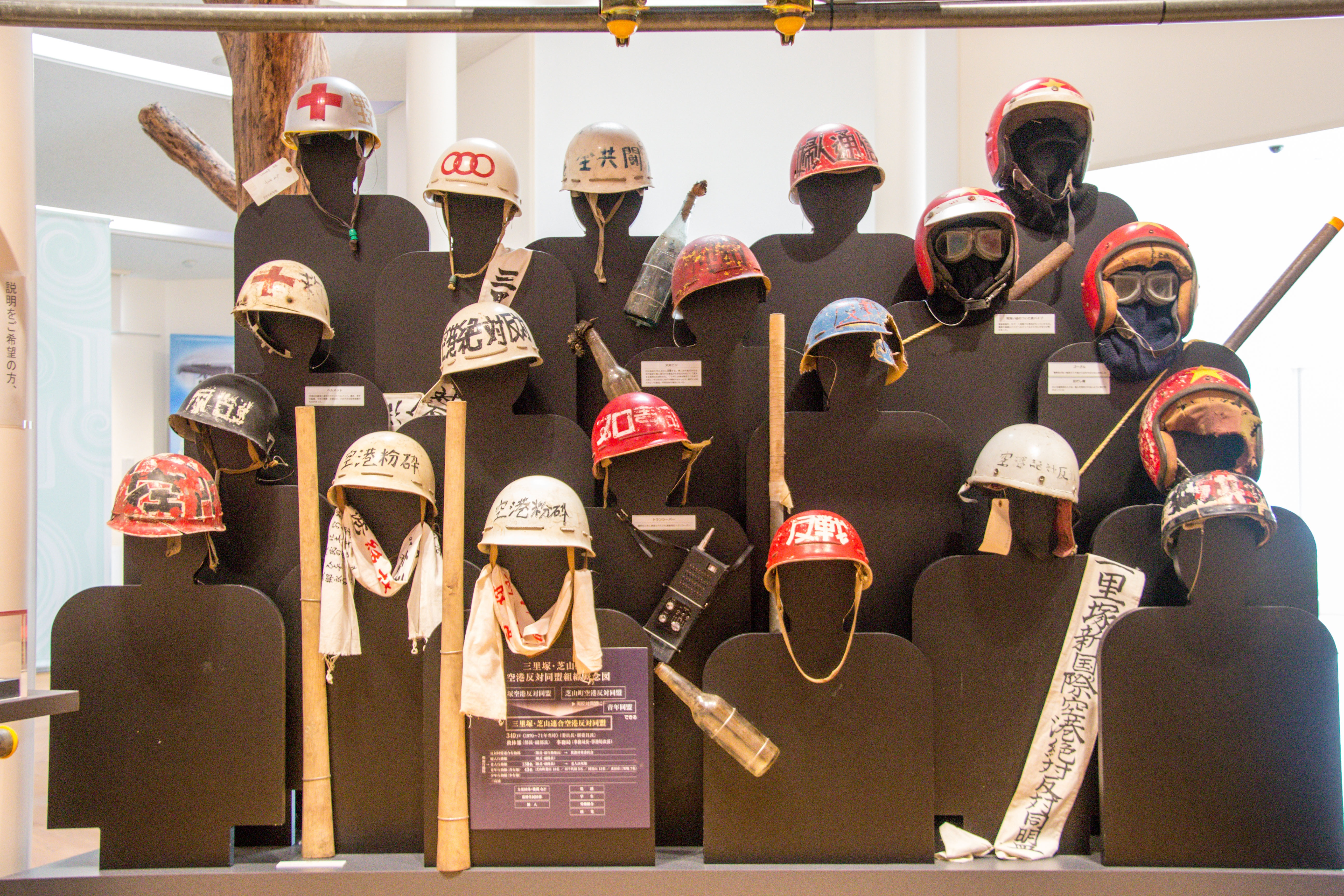
투쟁에 참여한 각 정파의 하이바.

산리즈카 투쟁은 1966년부터 일본 지바현 나리타시의 농촌 지역인 산리즈카 및 그 부근에서 발생해 현재까지 이어지고 있는 지역 주민 및 신좌파 활동가들에 의한 신도쿄 국제공항(통칭 나리타 국제공항)의 건설 또는 존속에 반대하는 투쟁이다. 나리타 투쟁이라고도 한다.
산리즈카 투쟁은 공항 건설 지역이 현재의 위치로 결정되기까지의 경위 및 공항 부지 내외의 민유지 취득 문제, 소음 문제 등으로 인해 공항 건설에 반발한 지역 주민들이 혁신정당(사회당·공산당)의 지도하에 결성한 산리즈카 시바야마 연합공항반대동맹(이하 반대동맹)의 반대 운동을 원류로 한다. 개항을 서두른 일본 정부가 기동대 투입을 비롯한 각종 강경책을 펴자 이에 대응하기 위해 반대 동맹은 신좌파 정파들과 결합하면서 과격화되었다. 특히 정부 측과 반대 측의 불통이 반복되면서 투쟁의 규모가 격렬해졌는데, 개항이 예정보다 지연되었을 뿐 아니라 쌍방에 사망자가 발생하는 참사가 되었다.
개항 이후에도 테러·게릴라 사건과 강력한 반대 운동이 계속되어 공항의 확장이 주춤해졌고, 한때 세계 최고의 국제공항 지위에 있던 나리타 공항은 국가간 공항 개발 경쟁에서 점차 도태되었다. 또한 지역 사회에 주민 간의 갈등을 남겼을 정도로 일본 사회에 큰 영향을 주었다. 이 투쟁은 공공사업의 본연의 자세에 있어서도 일본 국내외에 큰 파문을 일으켰으며, 독일의 프란츠 요제프 슈트라우스 공항 건설 등 일본 내외의 공공사업 진행 및 개발에 영향을 주었다.

## 관련 사건
- 나리타 데모 사건
- 시바야마정장댁 앞 임시파출소 습격사건
- 나리타 공항 관제탑 점거사건
- ABCD 문제
- 자유민주당 본부 방화습격사건
- 10·20 나리타 현지투쟁
- 키노네 결전
- 일본비행기 전무댁 방화 살인 사건